# Агораном
Агораном (від грец. αγopα — площа та грец. νομος — звичай, закон) — посадова особа в античних містах Стародавньої Греції. Колегія агораномів з п'яти осіб вибиралася щорічно на Народних зборах.
Агораном відповідав за порядок на ринках, стан торговельних приміщень, якість продуктів і товарів, улагоджував суперечки між торговцями і покупцями, збирав орендну плату і мито на користь держави, займався закупівлею зерна тощо.
Відомо, що саме агораноми за свій кошт збудували рибний ринок і храм Афродіти в Херсонесі Таврійському, встановили подячні стели верховним богам в Ольвії.